# Scott Tenorman Must Die
Scott Tenorman Must Die is aflevering 69 (#501) van de animatieserie South Park. Alhoewel de aflevering eerst gepland stond als de eerste van seizoen 5, is deze uiteindelijk verplaatst en de vierde geworden. Het is een van de bekendste South Park-afleveringen, vanwege de zwarte humor die in de aflevering zit. In Amerika werd de aflevering voor het eerst uitgezonden op 11 juli 2001. De band Radiohead heeft in deze aflevering een gastrol.

## Verhaal
De aflevering begint als Cartman zijn vrienden Kyle, Stan en Kenny vertelt dat hij schaamhaar heeft. Dan blijkt echter dat hij het gekocht heeft van Scott Tenorman, een 15-jarige jongen. Al snel ontdekt Cartman dat hij is opgelicht en dan wil hij zijn 10 dollar terug.
Dat gaat echter niet zo makkelijk, Cartman verliest zelfs nog $6,12. Dan wil hij wraak nemen door een pony af te richten die de penis van Scott af moet bijten. Ook dat mislukt en zo mislukken al Cartmans plannen. Dan bedenkt hij uiteindelijk een plan dat werkt.
Cartman vertelt Kyle en Stan zijn plan: hij wil wraak nemen op zijn "Chili Con Carnival" door een pony, voor de ogen van Radiohead, de penis van Scott af te laten bijten. Kyle en Stan vertellen het echter door aan Scott. Die maakt zijn eigen chili, waarin hij onder andere zijn eigen schaamhaar doet.
Op het festival proberen Cartman en Scott, voor de ogen van alle anderen, elkaars chili uit. Als Cartman zo goed als alle chili van Scott heeft opgegeten zegt Cartman dat hij weet wat Scott er allemaal in gedaan heeft. Cartman zegt dan dat hij de chili heeft omgewisseld met die van Chef en dat het allemaal zijn plan was. Hij wíst dat Kyle en Stan het plan door zouden vertellen, dus was dat enkel een truc. Hij wist ook dat Scott zijn ouders naar de door Cartman afgerichte pony zou sturen. Cartman had aan boer Denkins verteld dat er ponymoordenaars rondliepen in de omgeving. Denkins schoot vervolgens Scotts ouders neer en Cartman maakte van de lichamen "Mr and Mrs Tenorman Chili". Scott kijkt naar zijn chili, spuugt het uit en begint te huilen. Radiohead komt ook langs, maar zij vertrekken als ze zien wat voor huilebalk Scott is. Cartman likt Scotts tranen af en geniet van diens "tranen van droefheid", terwijl Kyle en Stan besluiten dat ze Cartman maar niet meer moeten beledigen: "Dude, I think it might be best for us to never piss Cartman off again!"
In het veertiende seizoen is te zien dat Scotts vader Jack Tenorman ook de vader van Cartman is. Hij is dus verantwoordelijk voor de dood van zijn eigen vader.
Tien favoriete afleveringen geselecteerd door Matt Stone en Trey Parker:
Stupid Spoiled Whore Video Playset · The Return of the Fellowship of the Ring to the Two Towers · Best Friends Forever · Good Times with Weapons · Casa Bonita · AWESOM-O · Trapped in the Closet · Towelie · Red Hot Catholic Love · Scott Tenorman Must Die

Vier favoriete afleveringen geselecteerd door de fans:
It Hits the Fan · Timmy 2000 · Fat Butt and Pancake Head · The Death Camp of Tolerance

Speciaal bijgevoegd: The Spirit of Christmas (kort geanimeerd)
De 25 beste afleveringen van Eric Cartman door stemming op de website van Comedy Central. Deze afleveringen werden van 14 tot 16 oktober 2005 getoond van nummer 25 naar nummer 1 (de populairste).

Red Hot Catholic Love (25) · The Succubus (24) · Cartman Joins NAMBLA (23) · Simpsons Already Did It (22) · Cartmanland (21) · The Red Badge of Gayness (20) · Spontaneous Combustion (19) · Red Sleigh Down (18) · Freak Strike (17) · Casa Bonita (16) · The Jeffersons (15) · Starvin' Marvin (14) · The Passion of the Jew (13) · Weight Gain 4000 (12) · Cow Days (11) · The Death of Eric Cartman (10) · Cartman's Mom is a Dirty Slut (9) · Fat Butt and Pancake Head (8) · AWESOM-O (7) · Christian Rock Hard (6) · Pinkeye (5) · Die Hippie, Die (4) · Up the Down Steroid (3) · Cartman Gets an Anal Probe (2) · Scott Tenorman Must Die (1)